# Alain Bédé
Alain Bédé (20 de agosto de 1970) é um ex-futebolista profissional marfinense que atuava como defensor.

## Carreira
Alain Bédé se profissionalizou no SC Toulon.

## Seleção
Alain Bédé integrou a Seleção Marfinense de Futebol na Copa Rei Fahd de 1992, na Arábia Saudita.

## Títulos
Costa do Marfim
- Copa das Nações Africanas: 1992